# Antonio Folco
Antonio Folco   (Torí, 4 d'octubre de 1906 - Carmagnola, 28 de juny de 1983) va ser un ciclista italià que fou professional entre 1932 i 1937. En el seu palmarès destaca una victòria d'etapa al Giro d'Itàlia de 1935 i el Giro del Piemont de 1933.

## Palmarès
- 1931
  - 1r a la Coppa Val Maira
- 1933
  - 1r al Giro del Piemont i vencedor de 2 etapes
  - 1r al Giro del Sestriere
  - 1r a la Coppa Catene Regina
- 1935
  - Vencedor d'una etapa al Giro d'Itàlia

### Resultats al Giro d'Itàlia
- 1932. 44è de la classificació general
- 1933. 11è de la classificació general
- 1935. 14è de la classificació general
- 1936. Abandona (9a etapa)
- 1937. Abandona (11a etapa)

### Resultats al Tour de França
- 1934. 39è de la classificació general. Darrer classificat